# Bandes de Mach
Pour les articles homonymes, voir Mach.

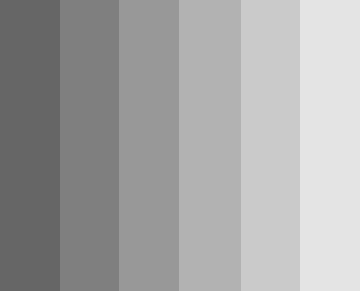
Bandes de Mach à la limite entre les gris.

Les bandes de Mach sont un effet de la loi du contraste simultané des couleurs, nommé d'après Ernst Mach, mais connu avant lui. À la limite entre deux surfaces de clarté différente, on perçoit deux étroites bandes augmentant leur différence de teinte, la plus claire étant bordée par une bande plus claire, et la plus sombre par une bande plus sombre. Si l'on observe les surfaces séparément sur un fond de même teinte, on ne voit plus ces bandes.
Michel-Eugène Chevreul énonce en 1828 que deux plages juxtaposées de quelque étendue et de teinte uniforme, différant uniquement par la clarté, semblent plus contrastées sur la ligne où elles se touchent. Il donne en 1839 un dispositif pour mettre les bandes en évidence. Cependant, Chevreul ne donne pas d'explication ; le mérite en revient à Mach, qui étudie en détail le phénomène en 1865.
La largeur des plages de couleur et le contraste entre les gris successifs importent. Pour des plages très étroites et pour des gris très proches, les phénomènes de fusion prédominent, et la limite disparaît. L'orientation est indifférente.
Dans le classement des illusions d'optique de Richard Gregory, les bandes de Mach sont des phénomènes de distorsion perceptive.

## Théorie
De nombreux travaux, à commencer par ceux de Mach, se sont attachés à expliquer les bandes de contraste. Ils présentent des modèles mathématiques de l'interdépendance des éléments voisins de la rétine. Résumés simplement, ils postulent que les récepteurs activés par une forte luminosité exercent sur leurs voisins une influence inhibitrice. Au voisinage d'une transition brusque, les récepteurs côté clair inhibent leurs voisins côté sombre, et le gris est plus foncé ; tandis qu'alors que les récepteurs du milieu de la surface claire reçoivent une inhibition de toutes parts, ceux de la limite ne sont inhibés que par un côté ; ils donnent donc un gris plus clair.

## Conséquences
Les bandes de Mach peuvent perturber l'interprétation des radiographies, laissant croire à une carie dentaire ou une fracture osseuse à proximité d'un changement de densité du cliché.
En illustration graphique, on conseille de créer des zones de mélange des couleurs pour éviter l'effet de contour, qui est de plus souvent renforcé artificiellement par le périphérique. Plusieurs méthodes dont celle de Floyd-Steinberg évitent la répétition de cette illusion dans un dégradé qui serait trop régulier.